# Ethniki Odos 38
Die Ethniki Odos 38 / Εθνική Οδός 38 (griechisch für ‚Nationalstraße 38‘) ist eine wichtige griechische Fernstraßenverbindung zwischen der Stadt Agrinio im Westen und der Stadt Lamia im Osten von Zentralgriechenland. Der Teil der Nationalstraße, welcher von ihrem Beginn bei der Kleinstadt Thermo nach Agrinio führt, ist lediglich von regionaler Bedeutung. Sie ist die mit Abstand wichtigste Straßenverbindung der Präfektur Evrytania und stellt deren Verbindung nach Westgriechenland und Epirus sowie nach Thessalien, Mittelgriechenland und Attika her.

## Verlauf

### Thermo-Agrinio-Episkopi (Ätolien-Akarnanien)
Die Nationalstraße 38 beginnt in der Kleinstadt Thermo, welche nordöstlich des östlichen Ende des Trichonida-Sees liegt. Von Thermo aus führt die Straße in nordwestlicher Richtung zur Ortschaft Perevos und erreicht mit ihr das Nordufer des Trichonida-Sees. An diesem weiter nach Westen verlaufend erreicht die Nationalstraße 38 die Ortschaft Padanassa und schwenkt nach der Passage der Ortschaft nach Nordwesten in Richtung der Kleinstadt Paravola. Nach Durchquerung der Ortschaft Paravola verläuft die Straße parallel zum Trichonida-Seeufer in ca. 5 km Abstand dazu nach Westen durch die Kleinstadt Kenourgio nach Nea Avorani. Nach Passage von Nea Avorani verschwenkt die Nationalstraße 38 nach Nordwesten und tritt in das Stadtgebiet von Agrinio ein. Bei der Durchquerung von Agrinio entspringt an der Nationalstraße 38 die Straße Ethniki Odos 40, die nach Westen durch die Stadt Agrinio selbst zum stillgelegten nationalen Flughafen der Stadt führt. Dabei kreuzt die Nationalstraße 40 die Nationalstraße 5 (Arta–Messolongi) und stellt somit die Verbindung zwischen der Nord-Süd-Achse Ethniki Odos 5 und der Ost-West-Achse EO 38 her.
Die Nationalstraße 38 schwenkt im Stadtgebiet von Agrinio nach Nordosten und führt zunächst nach Osten in der nördlichen Küstenebene des Trichonida-Sees. Nach Abgabe einer Provinzialstraße in Richtung Kenourgio und Paravola schwenkt die Nationalstraße 38 nach Nordnordost und steigt an den westlichen Ausläufern des Hauptkamms des Pindos-Gebirges auf in Richtung Frangoskala. Vor der Passage dieser Ortschaft wird der Fluss Zervas mit einer Brücke überquert. Anschließend verläuft die EO 38 38 weiter nach Nordnordost auf dem Gebirgskamm östlich des Kastraki-Sees bis zur Ortschaft Avlakies.
Sie verschwenkt in der Ortschaft nach Osten und führt weiter die Höhen des Pindos-Gebirges ersteigend zur Ortschaft Ano Agios Vlasios. Von dort verläuft sie parallel im Abstand von einigen Kilometern zum Flusslauf des Acheloos, bevor sie in die Ortschaft Charavgi eintritt. Diese liegt nahe am Südufer des Kremasta-Sees, mit allerdings deutlichem Höhenunterschied zur Seeoberfläche. Die Nationalstraße 38 verschwenkt Richtung Osten und steigt orientiert im Verlauf am Südufer des Kremasta-See in Richtung auf die Seeoberfläche im ehemaligen Flusstal des Tavropos ab. Vor der Ortschaft Episkopi verschwenkt die Straße nach Nordosten und überquert den Kremasta-See mit der Episkopi-Brücke, der südlichen der beiden Straßenbrücken über den Kremasta-See. Hier bei wird die in der Mitte des Sees entlang des alten Flusslaufs des Tavropos liegende Präfekturengrenze zwischen Ätolien-Akarnanien im Westen und Evrytania im Osten überschritten.

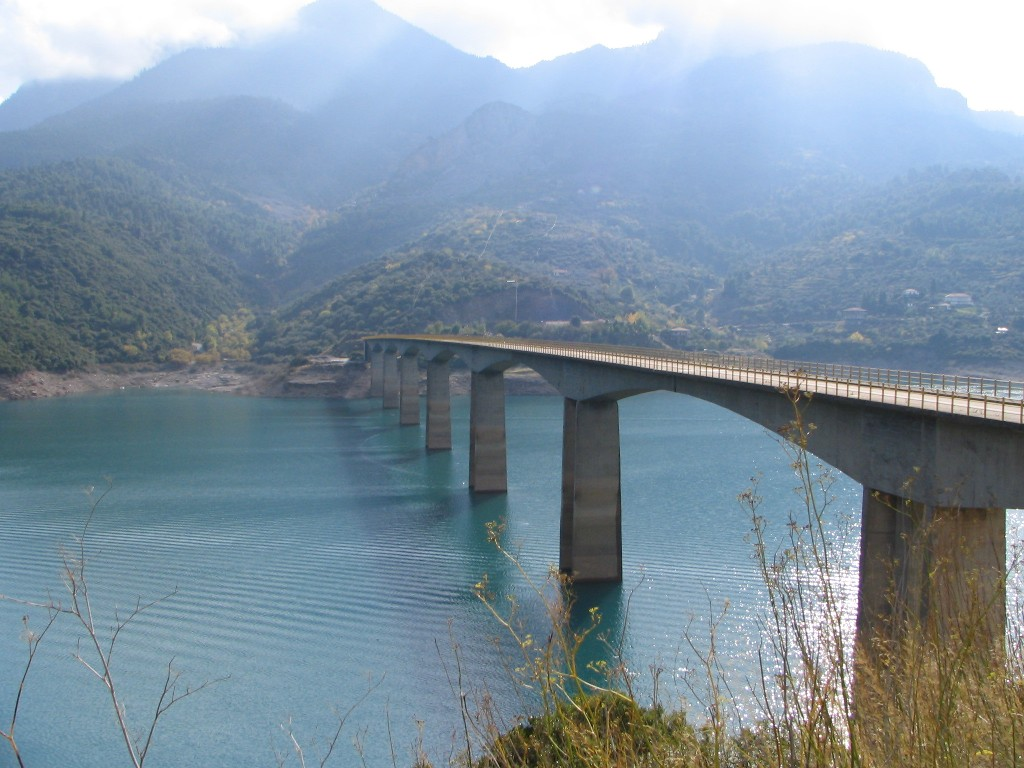
Episkopi-Brücke der Nationalstraße 38 über den Kremasta-See bei der Ortschaft Episkopi

### Episkopi-Karpenisi-Tymfristos (Evrytania)
Nach Überquerung des Kremasta-See erreicht die Nationalstraße 38 die kleine Ortschaft Episkopi, die am südlichen Ausgang des Frangista-Tals mit dem Fluss Frangistanorema liegt. Zugleich tritt die Nationalstraße 38 an dieser Stelle in das östliche Agrafa (Gebirge)-Gebirge ein. Sie verläuft nach Passage von Episkopi am östlichen Talhang mit den Bergen Balasteika (682 m) und Gaounda (925 m) zunächst nach Norden, wo sie westlich des Gaounda-Gipfels und südwestlich der Ortschaft Isomata den Fluss Frangistanorema überquert. Nach Überquerung des Flusses zweigt eine Nebenstrecke zur Ortschaft Agios Georgios ab; die Nationalstraße schwenkt nach Norden und verläuft am westlichen Talhang des Frangista-Tals auf die Ortschaft Dytiki Frangitsa zu, die in deren Osten passiert wird. Nach Passage von Dytiki Frangista schwenkt die Nationalstraße abrupt nach Osten, überquert den Fluss Frangistanorema erneut und steigt zur Ortschaft Anatoliki Frangista auf. Diese wird durchquert und in Richtung Amiriani im Osten verlassen. Dabei verläuft die Nationalstraße weiter im Tal des Fragistanorema, der in diesem Flussabschnitt von Ost nach West fließt. Entlang der südlichen Talwand des Frangista-Tals wird das Kloster Sotyros erreicht. Nach Erreichen des Klosters erfolgt der Passanstieg auf die Ortschaft Amiriani, die auf den Passrücken zwischen den Bergen Karmaki (1203 m; südlich) und Pende Koryfes (1039 m; nördlich) liegt. Amiriani wird nach dem Passanstieg nördlich passiert, wobei der Scheitelpunkt der Bergkette zwischen dem Frangistanorema-Tal im Westen und dem Tavropos-Tal im Osten erreicht ist.
Nach diesem Scheitelpunkt beginnt die Nationalstraße 38 von Westen her den Abstieg in das Tal des Flusses Tavropos. Kurz vor der Ortschaft Nea Viniani am Westhang des Tavropos-Tals schwenkt die Nationalstraße 38 abrupt nach Süden und führt durch die kleine Ebene südlich von Nea Viniani und östlich von Kato Marathias zur Ortschaft Parkio unmittelbar am Tavropos. 800 m südlich von Parkio überquert die Nationalstraße 38 den Tavropos und verläuft entlang des Tals des Bachs Kalemeniotiko auf die Ortschaft Kalesmeno zu. Vor Kalesmeno steigt die Nationalstraße an der Südflanke des Berges Koukos (1016 m) auf und passiert die Ortschaft Kalesmeno. Von Kalesmeno folgt die Nationalstraße dem östlichen Talhang des Kalesmeniotikos-Bachs nach Südosten und erreicht die höher gelegene Ortschaft Ano Kalesmeno. Nach Ano Kalesmeno beginnt die Nationalstraße 38 den westlichen Passanstieg des Bagnasaki-Pass, der auf den Scheitelpunkt der Bergkette zwischen dem Tavropos-Tal (Westen) und dem Tal des Flusses Karpenisiotis (Osten) knapp nördlich des Berges Paliolimera (1490 m Höhe) führt. Anschließend beginnt der Abstieg der Nationalstraße (östlicher Passanstieg) in das Tal des Karpenisiotis-Flusses, in dem auch die Hauptstadt der Präfektur Evrytania, Karpenisi, liegt.
An der westlichen Begrenzung der Kleinstadt Karpenisi tritt die Nationalstraße 38 in das Stadtgebiet ein und verläuft mitten durch die Kleinstadt als deren Hauptverkehrsachse. Sie verlässt Karpenisi in dessen Osten auf einem neutrassierten Teilstück, das entlang des Oberlaufs des Karpenisiotis südlich des Tymfristos nach Osten führt. Bei dem Weiler Lefki schwenkt die Nationalstraße nach Südost, um den südöstlichen Ausläufer des Tymfristos-Massivs mit den Gipfeln Koumbi (1877 m Höhe) und Pikrovouni (1500 m Höhe) in deren Süden zu umgehen. Weiter gehen die nördlichen Ausläufer des Kokalia-Berges (1.716 m Höhe) in die südöstlichen Ausläufer des Tymfristos über. Der Übergang beider Bergmassive bildet zugleich den Pass Rachi Tymfristou bzw. Skala Tymfristou. Die Ortschaft Agios Nikolaos liegt westlich dieses Passes, so dass mit Erreichen des Ostens dieser Ortschaft (letzte Siedlung auf dem Gebiet der Präfektur Evrytania) der Passanstieg zum Pass Skala Tymfristou bzw. Rachi Tymfristou beginnt (Passhöhe ca. 1.200 m). Die neu trassierte Nationalstraße 38 umgeht den Passanstieg der alten Nationalstraße und unterquert die Rachi Tymfristou mit dem 1.300 m langen Tymfristos-Tunnel.

### Tymfristos-Makrakomi-Lamia (Fthiotida)
Nach Verlassen des Tymfristos-Tunnels erfolgt entlang der Südflanke des Pikrovouni der Abstieg von der Rachi Tymfristou zur Ortschaft Tymfristos, welcher in vielen Serpentinen erfolgt. Kurz nach Verlassen des Tymfristos-Tunnels zweigt nach Norden eine Provinzialstraße ab, welche entlang der östlichen Begrenzung des Tymfristos-Massivs nach Agia Triada führt. Der Gipfel des Tymfristos, Seidani mit 2.313 Höhe der höchste Gipfel der Agrafa-Berge, wird dabei in ca. 3 km Abstand östlich passiert. Von der Ortschaft Tymfristos aus verläuft die Nationalstraße 38 im Bogen nordostwärts geführt im Tal des Oberlaufs des Flusses Sperchios auf die Ortschaft Agios Georgios Tymfristou zu. Unmittelbar vor dieser Ortschaft wird der Fluss Sperchios überquert.
Von Agios Georgios Tymfristou läuft die Nationalstraße 38 zunächst parallel am Ostufer des Sperchios bis zur Hälfte der Strecke zwischen Agios Georgios Tymfristou und Neochoraki. Analog dem Fluss schwenkt die Nationalstraße nach Osten und passiert die Ortschaften Neochoraki und Ptelea. Südlich letzterer mündet von Südwesten kommend der Fluss Roustainitis in den Sperchios. Dem nun Nordufer des Sperchios in 1 bis 3 km Abstand folgend passiert die Nationalstraße die Ortschaften Vitoli und Zirella, bis sie durch die Kleinstadt Makrakomi hindurch verläuft. Von Makrakomi folgt die Nationalstraße dem Verlauf des Sperchios über Makri und Lianokladi bis zur Präfekturhauptstadt Lamia. Die Ortschaften Ypati und Sperchiada südlich des Sperchios werden nur über den Sperchios überquerende Stichstraßen erreicht. Innerhalb der Stadt Lamia stellt die Nationalstraße 38 die Ost-West-Verkehrsachse der Stadt dar. Sie mündet im Stadtzentrum in die von Norden aus Farsala kommende Nationalstraße 3 (Europastraße 65), welche durch Lamia nach Süden zu den Städten Livadia und Elefsina in Attika führt. Die Verlängerung der Nationalstraße 38 führt aus Lamia nach Osten heraus als Provinzialstraße zur Nationalstraße 1 bzw. zur Autobahn 1 (A1) von Thessaloniki nach Athen.